# Hubert Pirker
Hubert Pirker (* 3. Oktober 1948 in Rennweg am Katschberg) ist ein österreichischer Erziehungswissenschaftler, Lobbyist und Politiker (ÖVP). Er war 1996–2004, 2006–2009, 2011–2014 Mitglied des Europäischen Parlaments.

## Leben
Hubert Pirker schloss 1967 eine Ausbildung als Volksschullehrer an der Lehrerbildungsanstalt ab. Anschließend belegte er ein Studium für Mathematik und für Leibesübungen auf Lehramt, welches er 1973 abschloss. Von 1977 bis 1982 studierte er Pädagogik an der Universität Klagenfurt.
Von 1982 bis 1993 war er Professor für Erziehungs- und Unterrichtswissenschaften an der Pädagogischen Akademie in Klagenfurt. 1982 wurde er Kommunikations- und Managementtrainer. Es folgte 1984 ein Forschungsauftrag des Bundesministeriums für Wissenschaft und Forschung mit dem Titel Neue Medien im Bildungswesen Österreichs. Von 1993 bis 1996 war er EU-Beauftragter des Landesschulrates für Kärnten. In den Jahren 2004–06 war er Vorsitzender der Stability Pact Initiative Against Organized Crime.

### Politische Karriere
1989 wurde er Landesobmann des ÖAAB Kärnten. Von 1990 bis 1994 war er Sicherheitssprecher der ÖVP. Von 1990 bis 1994 war er Abgeordneter zum Nationalrat. Bei der ersten Europawahl in Österreich wurde er 1996 in das Europäische Parlament gewählt, dem er bis 2004 angehörte. 2006 erhielt er als Nachrücker ein Mandat und war bis zur Europawahl 2009 erneut Abgeordneter. 2011 zog er, wiederum als Nachrücker, zum dritten Mal in das Parlament ein, dem er bis Juni 2014 angehörte. Er war Mitglied im Ausschuss für Verkehr und Fremdenverkehr und im Sonderausschuss gegen organisiertes Verbrechen, Korruption und Geldwäsche. Seit 2004 ist er Landesparteiobmann-Stellvertreter der ÖVP Kärnten.

## Auszeichnungen
- 2003: Großes Goldenes Ehrenzeichen für Verdienste um die Republik Österreich[5]
- Ehrenmitgliedschaften bei den katholischen Studentenverbindungen KöStV Gral Klagenfurt im MKV, KÖaV Carinthia Klagenfurt im ÖCV[6]